# لوكاس براسور
لوكاس براسور (بالألمانية: Lucas Prisor)‏ هو ممثل ألماني، ولد في 23 سبتمبر 1983 بهانوفر في ألمانيا.

## أعمال

### أفلام
- (2013) شابة وجميلة[2]
- (2016) هي[3]

## وصلات خارجية
- لوكاس براسور على موقع IMDb (الإنجليزية)
- لوكاس براسور على موقع قاعدة بيانات الأفلام العربية
- لوكاس براسور على موقع ألو سيني (الفرنسية)
- لوكاس براسور على موقع أول موفي (الإنجليزية)
- لوكاس براسور على موقع قاعدة بيانات الأفلام السويدية (السويدية)
- لوكاس براسور على موقع قاعدة بيانات الفيلم (الإنجليزية)
- لوكاس براسور على موقع كينوبويسك (الروسية)